# María Fernanda Castro Maya
María Fernanda Castro Maya   (Ciutat de Mèxic, 1992) és una activista pels drets dels discapacitats autogestora mexicana.
Arran de la seva discapacitat intel·lectual, forma part de la Confederació Mexicana d'Organitzacions en favor de les Persones amb Discapacitat Intel·lectual, que pren accions per a assegurar que es compleixen els drets dels discapacitats amb el suport de Human Rights Watch. Entre d'altres, va sol·licitar a tots els partits polítics mexicans la consideració de les minusvàlies intel·lectuals i dificultats d'aprenentatge en les mesures que executen.
| « | (castellà) Las personas con discapacidad intelectual no somos niños eternos, porque podemos decidir, opinar e involucrarnos de temas en común y hacernos responsables. Queremos que nos consulten sobre las leyes que se hacen; eso nos permitirá ser parte de las decisiones del país. | (català) Les persones amb discapacitat intel·lectual no som nens eterns, perquè podem decidir, opinar i involucrar-nos en temes en comú i fer-nos-en càrrec. Volem que ens consultin sobre les lleis que es fan; això ens permetrà ser part de les decisions del país. | » |

Castro personalment advoca per l'accessibilitat lingüística de documents vinculats a decisions polítiques, a més de la inclusió de discapacitats en partits polítics i actes electorals. A més, va formar part de la delegació mexicana que va presentar a les Nacions Unides un report sobre els drets relacionats amb les minusvàlies i d'ençà del 2020 és representant regional del grup Empower Us, que pertany a la xarxa global Inclusion International. També va encapçalar la consulta en línia sobre la participació política de les persones amb discapacitat intel·lectual i psicosocial i va moderar una taula de treball a la Cimera Internacional d'Autogestores i Autogestors.
Fins i tot va presentar una proposta al Parlament de les Persones amb Discapacitat 2022 per a reformar el Codi Civil de la Ciutat de Mèxic erradicant la figura del curador. La proposta va ser enviada al Congrés de la Ciutat de Mèxic a l'espera d'una resposta.
El 2022, va ser inclosa en la llista de la BBC de les 100 dones més influents de l'any per defensar els drets dels diferents col·lectius de discapacitats a Mèxic i lluitar en pro de la seva participació política.